# Division I 1956-1957
La Division I 1956-1957 è stata la 54ª edizione della massima serie del campionato belga di calcio disputata tra il 2 settembre 1956 e il 19 maggio 1957 e conclusa con la vittoria del Anversa, al suo quarto titolo.

## Formula
Come nella stagione precedente le squadre partecipanti furono 16 e disputarono un turno di andata e ritorno per un totale di 30 partite.
Le ultime due classificate vennero retrocesse in Division 2.
La squadra campione fu ammessa alla Coppa dei Campioni 1957-1958.

## Classifica finale
| Pos. | Squadra                     | G  | V  | N  | P  | GF | GS | Punti |
| ---- | --------------------------- | -- | -- | -- | -- | -- | -- | ----- |
| 1    | Anversa                     | 30 | 19 | 3  | 8  | 69 | 28 | 46    |
| 2    | R.S.C. Anderlecht           | 30 | 16 | 6  | 8  | 82 | 47 | 40    |
| 3    | La Gantoise                 | 30 | 16 | 7  | 7  | 73 | 37 | 39    |
| 4    | Daring Bruxelles            | 30 | 15 | 10 | 5  | 67 | 56 | 35    |
| 5    | R.F.C. de Liège             | 30 | 14 | 10 | 6  | 52 | 44 | 34    |
| 6    | Lierse S.K.                 | 30 | 14 | 10 | 6  | 54 | 51 | 34    |
| 7    | Standard Liegi              | 30 | 11 | 8  | 11 | 54 | 47 | 33    |
| 8    | R.C.S. Verviétois           | 30 | 10 | 8  | 12 | 47 | 39 | 32    |
| 9    | Royale Union Saint-Gilloise | 30 | 11 | 11 | 8  | 53 | 55 | 30    |
| 10   | K Berchem Sport             | 30 | 8  | 10 | 12 | 37 | 49 | 28    |
| 11   | Olympic Charleroi           | 30 | 8  | 13 | 9  | 43 | 55 | 25    |
| 12   | R. Beerschot AC             | 30 | 10 | 16 | 4  | 49 | 75 | 24    |
| 13   | Tilleur FC                  | 30 | 9  | 16 | 5  | 47 | 69 | 23    |
| 14   | K.R.C. Mechelen             | 30 | 7  | 15 | 8  | 45 | 63 | 22    |
| 15   | Beeringen                   | 30 | 6  | 18 | 6  | 36 | 65 | 18    |
| 16   | R. Charleroi S.C.           | 30 | 6  | 19 | 5  | 34 | 62 | 17    |

G = Partite giocate; V = Vittorie; N = Nulle/Pareggi; P = Perse; GF = Goal fatti; GS = Goal subiti; 